# سیارک ۲۶۴۰

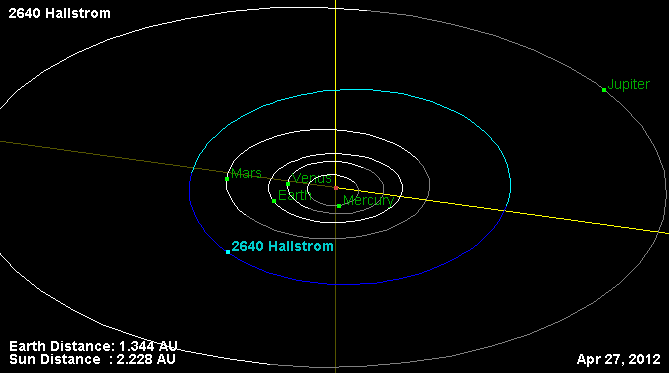
نمایی از محل قرارگیری سیارک ۲۶۴۰ در مدار - ۲۰۱۱

سیارک ۲۶۴۰ (به انگلیسی: 2640 Hallstrom، نامگذاری:1941FN) دو هزار و ششصد و چهلمین سیارک کشف شده‌است که در ۱۸ مارس ۱۹۴۱ کشف شد.
قدر مطلق سیارک برابر ۱۳٫۰۰ است.